# Aboubaka Soumahoro
Aboubaka Soumahoro, né le 4 février 2005 à Paris en France, est un footballeur franco-Algerien qui évolue au poste de défenseur central au Hambourg SV.

## Biographie

### Carrière en club
Né à Paris en France, Aboubaka Soumahoro commence le football dans différents clubs de la capitale, dont le Paris Saint-Germain avant de rejoindre le Paris FC en 2019. Il signe un premier contrat stagiaire le 14 novembre 2023, le liant au club jusqu'en juin 2025.
Le 1er août 2024, Soumahoro signe son premier contrat professionnel avec le Paris FC. Le jeune défenseur est désormais lié au club jusqu'en juin 2027,.
Le 3 février 2025, lors du mercato hivernal, Aboubaka Soumahoro rejoint l'Allemagne afin de s'engager en faveur du Hambourg SV pour un contrat courant jusqu'en juin 2029.

### En sélection
Aboubaka Soumahoro représente l'équipe de France des moins de 19 ans. Il est retenu avec cette sélection pour participer au Championnat d'Europe des moins de 19 ans en 2024. Il est titularisé lors de la finale face à l'Espagne le 28 juillet 2024, où son équipe s'incline par deux buts à zéro.

## Palmarès
France -19 ans
- Championnat d'Europe des moins de 19 ans
  - Finaliste en 2024